# نقشی بر زمینه سرخ هندی
نقشی بر زمینه سرخ هندی یکی از آثار معروف نقاش معاصر آمریکایی، جکسون پولاک (۱۹۱۲ - ۱۹۵۶ میلادی) و یکی از ماندگارترین آثار جنبش هنری اکپرسیونیسم انتزاعی است.
این شاهکار که در ابعاد نجومی ۲۴۳٫۵ در ۱۸۳ سانتی‌متر در سال ۱۹۵۰ میلادی خلق شده‌است، به اعتقاد اکثر کارشناسان هنری، متوازن‌ترین و هماهنگ‌ترین کار پولاک در میان دیگر کارهای او مانند رنگین کمان، شماره ۵–۱۹۴۸ و شماره ۳۱–۱۹۵۰ و تجربه‌ای متفاوت از نظم در قالب بی نظمی متداول کارهای اوست.

## مالکیت
اثر نقشی بر زمینه سرخ هندی از مجموعه آثاری بود که در دوران حکومت محمدرضا شاه پهلوی، به منظور مدرن‌سازی هنر در ایران، خریداری شد. هم‌اکنون این اثر در مالکیت موزه هنرهای معاصر تهران قرار دارد و در کنار گنجینه ۲ میلیارد پوندی آثار هنری این موزه نگهداری می‌شود.

## ارزش قیمت‌گذاری
نقشی بر زمینه سرخ هندی به قیمتی بالغ بر ۲۵۰ میلیون دلار قیمت‌گذاری شده‌است.
هم اکنون رکورد گرانترین اثر هنری جهان در اختیار دیگر اثر پولاک (شماره ۵–۱۹۴۸) با ۱۴۰ میلیون دلار آمریکایی است.